# Khachkhach Ibn Said Ibn Aswad
Khachkhach Ibn Said Ibn Aswad — arabe : خَشْخَاش ٱبْن سَعِيد ٱبْن أَسْوَد, translit. : Ḫašḫāš ibn Saʿīd ibn ʾAswad —, né à Pechina, Andalousie) était un navigateur musulman andalou.
Selon l'historien musulman Abou al-Hassan 'Ali al-Mas'udi (871-957), Khachkhach Ibn Said Ibn Aswad a navigué sur l'océan Atlantique et a découvert une terre inconnue (أرض مجهولة). Dans son Livre des prairies d'or et de pierres précieuses, al-Mas'udi écrit que Khachkhach Ibn Said Ibn Aswad, originaire de Delba (devenue Palos de la Frontera) navigua sur l'océan Atlantique en 889 et revint avec une cargaison de précieux trésors,.
Ali al-Masudi, dans Le Livre des prairies d'or et de pierres précieuses (مروج الذهب ومعادن الجوه), achevé en 947, écrit : « Dans l'océan de brumes [l'Atlantique] il y a beaucoup de curiosités dont nous avons parlé en détail dans notre Akhbar az-Zaman, sur la base de ce que nous avons vu là, les aventuriers qui ont pénétré sur le risque de leur vie, certains reviennent sains et saufs , d'autres périr dans la tentative. Ainsi un certain habitant de Cordoue, Khashkhash par nom, a réuni un groupe de jeunes hommes, de ses co-citoyens, et est allé sur un voyage sur cet océan. Après un long moment il retourna de butin. Chaque Espagnol connaît cette histoire. ».
Le même passage est retrouvé dans le livre Meadow of gold and mine gems en 1841, traduction anglaise de Aloys Sprenger « Certaines personnes considèrent cette mer comme l'origine de tous les autres. Il y a quelques belles histoires à ce propos et nous renvoyons le lecteur à notre livre, l'Akhbar ez-Zeman; là, il trouvera l'histoire de ces équipes qui ont risqué leur vie à naviguer dans cette mer, et ceux d'entre eux qui en ont échappé, et ceux qui ont fait naufrage, aussi ce qu'ils ont rencontré et vu. Parmi ces aventuriers il y a un Maure andalous, du nom de Khochkhach. Il était un jeune homme de Cordoue: il avait réuni quelques jeunes hommes, ils sont allés à bord d'un navire déjà prêt sur l'océan. Personne ne savait depuis combien de temps ils étaient partis ni ce qu'ils étaient devenus. Finalement, ils sont revenus, chargés avec un riche butin. Leur histoire est bien connu parmi les habitants d'Al-Andalous. ».